# Böhmen i olympiska spelen
Böhmen, ett historiskt landskap i Tjeckien och tidigare kungarike, deltog i några av de tidiga olympiska spelen. 
De gjorde debut vid olympiska sommarspelen 1900. Efter första världskriget blev Böhmen en del av det nya Tjeckoslovakien, och dess idrottare tävlade för Tjeckoslovakien. Efter olympiska sommarspelen 1992 och Tjeckoslovakiens splittrande till Tjeckien och Slovakien 1993 tävlade de böhmiska idrottarna för Tjeckien. De böhmiska idrottarna har bara missat tre spel; olympiska sommarspelen 1896, olympiska sommarspelen 1904 och olympiska sommarspelen 1984.

## Lista över medaljörer
| Medalj | Namn                                                                                      | Spel        | Sport     | Gren           |
| ------ | ----------------------------------------------------------------------------------------- | ----------- | --------- | -------------- |
| Silver | František Janda-Suk                                                                       | 1900 Paris  | Friidrott | Diskus, Herrar |
| Brons  | Hedwiga Rosenbaumová                                                                      | 1900 Paris  | Tennis    | Singel, damer  |
| Brons  | Hedwiga Rosenbaumová                                                                      | 1900 Paris  | Tennis    | Mixed dubbel   |
| Brons  | Vilém Goppold von Lobsdorf                                                                | 1908 London | Fäktning  | sabel          |
| Brons  | Vlastimil Lada-Sázavský Vilém Goppold von Lobsdorf Bedrich Schejbal Jaroslav Šourek-Tucek | 1908 London | Fäktning  | sabel, lag     |

Hedwiga Rosenbaumová spelade mixed dubbeln med den brittiske spelaren Archibald Warden.

## Medaljer efter spel
| Spel           | Guld        | Silver      | Brons       | Totalt      |
| 1900 Paris     | 0           | 1           | 2           | 3           |
| 1904 St. Louis | deltog inte | deltog inte | deltog inte | deltog inte |
| 1908 London    | 0           | 0           | 2           | 2           |
| 1912 Stockholm | 0           | 0           | 0           | 0           |
| Totalt         | 0           | 1           | 4           | 5           |